# Travilah
Travilah és una concentració de població designada pel cens dels Estats Units a l'estat de Maryland. Segons el cens del 2000 tenia 7.442 habitants.

## Demografia
Segons el cens del 2000, Travilah tenia 7.442 habitants, 2.366 habitatges, i 2.122 famílies. La densitat de població era de 200 habitants per km².
Dels 2.366 habitatges en un 45,4% hi vivien nens de menys de 18 anys, en un 83,8% hi vivien parelles casades, en un 4,3% dones solteres, i en un 10,3% no eren unitats familiars. En el 8,7% dels habitatges hi vivien persones soles el 4,4% de les quals corresponia a persones de 65 anys o més que vivien soles. El nombre mitjà de persones vivint en cada habitatge era de 3,15 i el nombre mitjà de persones que vivien en cada família era de 3,28.
Per edats la població es repartia de la següent manera: un 29,5% tenia menys de 18 anys, un 4,2% entre 18 i 24, un 20,4% entre 25 i 44, un 34,9% de 45 a 60 i un 11% 65 anys o més.
L'edat mediana era de 43 anys. Per cada 100 dones de 18 o més anys hi havia 92,2 homes.
La renda mediana per habitatge era de 160.323 $ i la renda mediana per família de 171.879 $. Els homes tenien una renda mediana de 100.000 $ mentre que les dones 55.000 $. La renda per capita de la població era de 77.129 $. Entorn de l'1,6% de les famílies i el 2,4% de la població estaven per davall del llindar de pobresa.

## Poblacions més properes
El següent diagrama mostra les poblacions més properes.